# South African Society of Artists
Die South African Society of Artists (SASA) ist die älteste kontinuierlich bestehende Künstlervereinigung Südafrikas. Sie wurde am 8. Mai 1897 gegründet und nach einer Unterbrechung während des Südafrikanischen Krieges 1902 offiziell reorganisiert. Sie hat sich zum Ziel gesetzt, südafrikanischen Künstlern, Künstlerinnen und Kunstinteressierten eine Plattform zu bieten und die Kunst in Südafrika durch Ausstellungen, Veranstaltungen und Fortbildungen zu fördern.
Seit ihrer offiziellen Gründung im Jahr 1902 setzt sich die SASA für die Förderung der Kunst in Südafrika und für die Anerkennung und Wertschätzung lokaler Künstler und Künstlerinnen, vorwiegend aus dem Kreise der europäischstämmigen Einwanderer und ihrer Nachfahren, ein. Frühere Mitglieder kamen aus verschiedenen Disziplinen wie Malerei, Bildhauerei, Architektur und Design, während die Organisation heute hauptsächlich bildende Künstler und Künstlerinnen anspricht.
Viele bekannte Künstler wie Ivan Mitford Barberton, Gregoire Boonzaier, Nerine Desmond, Robert Gwelo Goodman, Tinus de Jongh, Moses Kottler, Maggie Laubser, Pieter Hugo Naudé, Frans Oerder, Jacob Pierneef, Ethel Ruth Prowse, Edward Roworth, Nita Spilhaus, Irma Stern, Desiree Picton Seymor, Moses Tladi, Anton van Wouw, Jan Volschenck und Pieter Wenning waren Mitglieder der Gesellschaft. Die SASA spielte eine wichtige Rolle bei der Gründung der South African National Gallery, organisierte wichtige öffentliche Kunstveranstaltungen und förderte die Kunsterziehung und die Wertschätzung der Kunst in der Öffentlichkeit.
Die SASA organisiert jährlich eine große Ausstellung, die seit vielen Jahren im Botanischen Garten Kirstenbosch in Kapstadt stattfindet und Werke ihrer Mitglieder zeigt. Neben den Ausstellungen organisiert die SASA regelmäßige Treffen mit Vorträgen und Vorführungen.
Die Aktivitäten der Gesellschaft sind in Newlands, einem Stadtteil von Kapstadt, am Athenaeum angesiedelt. Die Organisation stellt eine der wichtigsten Plattformen für die Präsentation und Wertschätzung südafrikanischer Kunst dar und pflegt eine lange Tradition, die Kunstgemeinschaft Südafrikas zu unterstützen.